# ベルナール・ダルマニャック (パルディアック伯)
ベルナール8世・ダルマニャック（フランス語：Bernard VIII d'Armagnac, 1400年3月26日 - 1462年5月4日）は、パルディアック伯（在位：1424年 - 1462年）、ラ・マルシュ伯およびカストル伯（在位：1438年 - 1462年）。

## 生涯
ベルナールはアルマニャック伯ベルナール7世とボンヌ・ド・ベリーの次男である。ベルナールは1429年にパテーの戦いに参加した。同年、ラ・マルシュ伯ジャック2世の娘で女子相続人のエレオノールと結婚した。ジャック2世はナポリ女王ジョヴァンナ2世の2番目の夫となっていた。ベルナールは1441年にラ・マルシュ伯領の中将（lieutenant général）およびリムーザンの総督となり、1461年にはラングドックおよびルシヨンの中将となった。

## 子女
ヌムール女公エレオノール・ド・ブルボンとの間に以下の子女をもうけた。
- ジャック（1433年 - 1477年）[2]  - ヌムール公、ラ・マルシュ伯、カストル伯、パルディアック伯
- ジャン（1440年 - 1493年） - オーリヤック修道院長